# Camí de Sant Miquel del Fai
|  | Per a altres significats, vegeu «Camí de Sant Miquel del Fai (Riells del Fai)». |

El Camí de Sant Miquel del Fai o de Sant Miquel del Fai a Can Sants, és una pista rural asfaltada del terme municipal de Sant Quirze Safaja, a la comarca del Moianès. Un tros, però, discorre pel terme municipal de Sant Martí de Centelles, a la comarca d'Osona.
El primer, denominat en el primer tram Camí de Sant Miquel del Fai, és una carretera asfaltada que surt del punt quilomètric 7 de la carretera C-1413b, a Can Sants. Des d'aquest lloc, el camí, després d'un revolt inicial de 360°, el Revolt de la Paella que entra en el terme municipal de Sant Martí de Centelles, emprèn cap al sud, fent nombroses girades per anar resseguint les valls i cingles per on passa, i en 2,4 quilòmetres arriba a llevant de la masia de Cabanyals i, a migdia de la masia, de la Costa de Cabanyals i de Roca Gironella. D'aquest lloc surt cap a llevant el Camí del Soler de Bertí.
Continua la carretera cap al sud, deixant a llevant la Cascada de Roca Gironella. Tot aquest tram, i ja fins a Sant Miquel del Fai, el camí discorre per sota i a llevant de la masia del Serrà i per damunt i a ponent del Rossinyol. Així, en 4 quilòmetres de recorregut arriba a Sant Miquel del Fai, passant una mica abans ran de la Caseta de Sant Miquel. A l'aparcament del centre turístic enllaça amb la carretera local BV-1485, que procedeix de Sant Feliu de Codines.